# 영동 송시열 유허비
영동 송시열 유허비(永同 宋時烈 遺墟碑)는 충청북도 영동군 황간면 원촌리에 있는 조선시대 송시열 선생이 서재를 짓고 강학하였던 곳에 자리하고 있는 비석이다. 1977년 12월 7일 충청북도의 기념물 제46호로 지정되었다.

## 개요
유허비란 한 인물의 행적을 기리고, 그의 옛 자치를 밝혀 후세에 알리고자 세워두는 비로, 이 비는 조선 후기의 문신인 송시열 선생을 기리고 있다.
우암 송시열(1607∼1689) 선생은 조선의 대유학자로, 그의 유학사상은 이율곡의 학통을 계승하여 기호학파의 주류를 이루었다. 조선 인조 대부터 숙종 대에 이르는 4대에 걸친 노론의 대표로서 정계에서 크게 활약하였으며 뛰어난 학식으로 많은 학자를 길러내었다.
선생이 서재를 짓고 강학하였던 곳에 자리하고 있는 이 비는 받침돌 위로 비몸을 세우고 머릿돌을 올린 모습으로, 비몸 앞면에 ‘우암송선생유허비’라 새겨 놓았다.
조선 고종 12년(1875) 선생의 후손과 유림들이 비를 세웠다.

## 같이 보기
- 송시열

## 참고 자료
- 영동 송시열 유허비 - 국가유산청 국가유산포털